# Идеальный незнакомец
«Идеальный незнакомец» (англ. Perfect Stranger) — триллер 2007 года, режиссёра Джеймса Фоули с Хэлли Берри и Брюсом Уиллисом в главных ролях.

## Сюжет
Героиня Хэлли Берри — энергичная, амбициозная, яркая и талантливая журналистка Ровена. Она знает, как добывать сенсационные материалы, и ради дела готова на всё. В этом ей помогает верный друг и помощник Майлз (Джованни Рибизи). Когда очередная жертва будущей разгромной статьи оказывается слишком влиятельной и скандальные материалы запрещают публиковать, Ровена увольняется с работы. В тот же день она неожиданно встречает старую подругу Грейс, от которой узнаёт немало интересного о её бывшем любовнике — плейбое Хилле (Брюс Уиллис). Через несколько дней после этой встречи подруга Ровены погибает. Журналистка устраивается на работу в рекламное агентство того самого Хилла, который бросил её подругу. Она перевоплощается в типичную секретаршу, которая не прочь завести роман с хозяином. Взламывать пароли компьютера Хилла и подбирать досье на него ей помогает Майлз. Она затевает опасную игру-расследование, выступая не только в роли секретарши Хилла, но и девушки, с которой он занимается виртуальным сексом в интернете. В итоге благодаря собранным доказательствам Хилл попадает в тюрьму по обвинению в отравлении Грейс. После осуждения Хилла в доме у Ровены появляется Майлз. Он, оказывается, знал, что Грейс шантажировала Ровену давней историей из её детства. Много лет назад мать Ровены убила её отца, который сексуально домогался Ровены, и Грейс случайно узнала о преступлении. Убийство Грейс было полностью подстроено Ровеной, и ей удалось повесить его на Хилла. Теперь Майлз намекает, что Ровена может расплатиться с ним интимной близостью, чтобы он молчал. Однако Ровена убивает Майлза ударом кухонного ножа и вызывает полицию. Она объясняет, что именно Майлз убийца и пришёл к ней в дом ради шантажа. Однако в соседнем доме кто-то стал свидетелем всего происшедшего...

## В ролях
| Актёр              | Роль             |
| ------------------ | ---------------- |
| Хэлли Берри        | Ровена Прайс     |
| Брюс Уиллис        | Харрисон Хилл    |
| Джованни Рибизи    | Майлз Хейли      |
| Флоренция Лозано   | лейтенант Техада |
| Джейсон Энтун      | Билл             |
| Ричард Портноу     | Нэррон           |
| Никки Эйкокс       | Грейс            |
| Пэтти Д'Арбанвилль | Эсмеральда       |

## Критика
Рейтинг одобрения интернет-агрегатора Rotten Tomatoes на основе 142 отзывов составил 10%, со средним рейтингом пользователей в 5,1/10. Консенсус критиков сайта гласит: «Несмотря на присутствие Холли Берри и Брюса Уиллиса, фильм слишком запутан и имеет раздражающий и излишне закрученный финал. Это триллер без острых ощущений». 